# Angelo Ventura
Angelo Ventura (Padova, 8 gennaio 1930 – Padova, 5 febbraio 2016) è stato uno storico italiano.

## Vita e carriera accademica
Nato a Padova, si laureò nel 1956 in Lettere presso l'Ateneo della sua città sotto la supervisione dello storico Roberto Cessi. Rimase quindi a Padova intraprendendo la carriera accademica, prima assistente e poi titolare ai corsi di storia moderna e di storia contemporanea, particolarmente presso la Facoltà di Scienze Politiche, sino al 2002, anno del suo pensionamento; nel 2006 gli fu conferito il titolo di professore emerito.
Durante la sua carriera ricoprì numerosi ruoli istituzionali: fu per due volte direttore del Dipartimento di storia dell'Ateneo (1987-92 e 1998-2001) e presidente dell’Istituto veneto per la storia della Resistenza e dell’età contemporanea (1974-2014). Partecipò in qualità di socio alla vita culturale di diverse istituzioni, come la Deputazione di storia patria per le Venezie, l’Accademia galileiana di scienze, lettere ed arti, l’Istituto socialista di studi storici (di cui fu anche direttore), oltre a dirigere le riviste Quaderni storici e Rivista storica italiana (di cui fu condirettore).
Di simpatie socialiste, entrò nel mirino di Autonomia operaia e subì un attentato il 26 settembre 1979 quando venne ferito ad un piede da quattro proiettili di pistola sparati da una squadra del Fronte comunista combattente; riuscì comunque a reagire sparando a sua volta e mettendo in fuga gli assalitori.
La sua attività di studioso ha riguardato la storia del Risorgimento, con un'attenzione particolare alle rivoluzioni del 1848 e al ruolo di Daniele Manin nello sviluppo della rivoluzione veneziana del 1848-49; aspetti della storia economica e sociale della Repubblica di Venezia fra il XV e il XVIII secolo; la storia del socialismo, del fascismo e della Resistenza, del terrorismo.

## Scritti
Alcune opere di Ventura sono in corso di ri-pubblicazione da parte della casa editrice Donzelli.
- Nobiltà e popolo nella società veneta del ‘400 e ‘500, Laterza, Bari 1964
- Per una storia del terrorismo italiano, Donzelli, Roma, 2010
- Il fascismo e gli ebrei, Donzelli, Roma, 2013
- Intellettuali. Cultura e politica tra fascismo e antifascismo, Donzelli, Roma, 2017
- Risorgimento veneziano, Donzelli, Roma, 2017
- La questione agraria, Donzelli, Roma, 2018